# Samson i Sally
Samson i Sally (duń. Samson og Sally, ang. Samson & Sally) – duński film animowany z 1984 roku w reżyserii Jannika Hastrupa oparty na podstawie książki "The Song of the Whales" duńskiego pisarza Benta Hallera.

## Obsada (głosy)
- Jesper Klein jako Samson
- Helle Hertz jako Sally

## Wersja polska
W Polsce film został wydany na VHS przez Silesia Film. Lektor: Stanisław Krawczyk.